# Ďábel mezi lidmi
Ďábel mezi lidmi (1993, Дьявол среди людей) je vědeckofantastický román, který za spolupráce se svým bratrem Borisem napsal ruský spisovatel Arkadij Strugackij pod pseudonymem S. Jaroslavcev. O námětu románu diskutovali bratři Strugačtí již v roce 1975, dále pak v roce 1984 v souvislosti s románem Kulhavý osud a konečně roku 1990. Protože Boris stále trval na další diskuzi k námětu, napsal Arkadij v zimě 1990 a na jaře 1991 román sám. Kniha však vyšla až roku 1993, dva roky po smrti autora.

## Obsah románu
Vypravěčem příběhu je lékař Alexej Andrejevič ze zapadlého ruského města Tašlinsk a obsahem jeho vyprávění je život hlavního hrdiny románu Kima Vološina, který se z normálního chlapce díky válce a zlu v lidech změní ve vraždícího telepata. Alexej svůj příběh rozebírá se starým židovským lékařem Mojsejem, který je jeho přítel.
Kim v dětském věku přichází ve válce o všechny své blízké a jako sirotek se dostává do dětského domova v Tašlinsku, kde prožije s Alexejem společné dětství. Vyučí se mechanikem a protože má literární nadáni, vystuduje v Moskvě novinařinu, a to na doporučení dcery významného literáta, se kterou se později ožení. Je z politických důvodů zatčen a uvězněn a ve vězení přijde o prst a oko. Po propuštění se vrací zpět do Tašlinska, kde jeho žena umírá.
Roku 1986 odjíždí Kim na dva měsíce do Černobylu, kde pomáhá likvidovat následky černobylské havárie. Dostane nemoc z ozáření, vypadají mu vlasy, což mu dodá ve spojitosti jeho jedním okem démonické vzezření. Když napíše do místních novin o havárii pravdu, má být za to potrestán, ale tajemníci, kteří o tom mají rozhodnout, dostanou podivný záchvat. Takovýchto nevysvětlitelných příhod končících i úmrtím, se ve spojitosti s Kimem začíná odehrávat stále více. Kim je dokonce vyšetřován KGB a jeho vyšetřovatel je postižen mozkovou příhodou. Zemře i malá holčička, která napadne jeho nevlastní dcerku. Ve městě se Kima všichni bojí a považují jej za ďábla v lidské podobě.
Podle Mojseje není Kim již dávno naživu. Ve skutečnosti prý již zemřel a uprchl z pekla, kam byl uvržen. Podle Alexeje však ďábel není zplozencem pekel, ale výtvorem lidí samotných. U Kima, který prošel tolika hrůzami, došlo pravděpodobně k záhadným změnám v mozku, které vedly k jeho schopnosti telepaticky někoho zabít nebo zranit, pokud se cítí ohrožen. Samotný Kim se své schopnosti bojí, protože jí neovládá a projevuje se u něho samovolně.
Kim nakonec z města zmizí, ale Alexej se domnívá, že žije ukryt někde blízko a stále dokáže svou schopnost v případě potřeby uplatnit.

## Česká vydání
- Ďábel mezi lidmi, Hledání úradku, Detaily ze života Nikity Voroncova, Triton, Praha 2008, přeložil Libor Dvořák.